# Dean Andrews
Dean Andrews (Rotherham, 6 agosto 1963) è un attore britannico.

## Biografia
Nato a Rotherhem, ha frequentato la Sitwell Junior School in Grange Road e la Oakwood Comprehensive School in Moorgate Road. Ha frequentato la scuola con il presentatore di Top Gear, James May.
Ha iniziato la sua carriera come pilastro delle navi da crociera, diventando un talentuoso intrattenitore e cantante. Nel 2001 viene notato dal regista Ken Loach, che cercava attori dallo Yorkshire per il film Paul, Mick e gli altri. Inseguito interpreta Barry Shiel nella serie drammatica di Channel 4 Buried, vincitrice del BAFTA come miglior serie drammatica nel 2004.
Dal 2006 al 2007 è stato nel cast principale della serie Life on Mars, nel ruolo di DS Ray Carling. Nel 2008 riprende il ruolo di Carling nello spin-off della serie Ashes to Ashes.
Dal 2019 al 2024, ha fatto parte del cast principale della soap opera di ITV Valle di luna.
Ha narrato la serie di documentari di Channel 5 Our Great Yorkshire Life nel 2022. È la voce narrante anche della serie televisiva britannica Casualty 24/7.

## Filmografia parziale

### Cinema
- Paul, Mick e gli altri (The Navigators), regia di Ken Loach (2001)
- My Summer of Love, regia di Pawel Pawlikowski (2004)
- Love + Hate, regia di Dominic Savage (2005)

### Televisione
- EastEnders – serie TV, un episodio (2002)
- Casualty – serie TV, un episodio (2004)
- Wire in the Blood – serie TV, un episodio (2005)
- Shameless – serie TV, un episodio (2006)
- Life on Mars – serie TV, 16 episodi (2006-2007)
- Ashes to Ashes – serie TV, 24 episodi (2008-2010)
- Waterloo Road – serie TV, un episodio (2010)
- Doctors – serie TV, un episodio (2010)
- Body Farm - Corpi da reato (The Body Farm) – serie TV, un episodio (2011)
- The Case – serie TV, 5 episodi (2011)
- Vera – serie TV, un episodio (2013)
- L'ispettore Barnaby (Midsomer Murders) – serie TV, un episodio (2015)
- Banana – serie TV, un episodio (2015)
- New Tricks - Nuove tracce per vecchie volpi (New Tricks) – serie TV, un episodio (2015)
- Testimoni silenziosi (Silent Witness) – serie TV, 2 episodi (2016)
- Padre Brown (Father Brown) – serie TV, un episodio (2016)
- Agatha e la verità sull'omicidio del treno (Agatha and the Truth of Murder), regia di Terry Loane – film TV (2018)
- Valle di luna (Emmerdale) – serie TV, 515 episodi (2019-2025)

## Riconoscimenti
- TV Choice Awards
  - 2011 – Candidatura al miglior attore per Marchlands.[5]
- Inside Soap Awards
  - 2019 – Candidatura per il miglior cattivo per Valle di luna.[6]

## Doppiatori italiani
Nelle versioni in italiano delle opere in cui ha recitato, Dean Andrews è stato doppiato da:
- Paolo Gasparini in Paul, Mick e gli altri
- Andrea Ward in My Summer of Love
- Domenico Strati in Life on Mars
- Pasquale Anselmo in Ashes to Ashes